# Herman de Wit
Herman de Wit (* 8. April 1932 in Amsterdam; † 10. Juli 1995) war ein niederländischer Jazzmusiker (Tenorsaxophon), der sich als Gründer der Lehrorchester De Boventon und Oktopedians große Verdienste um die Ausbildung niederländischer Musiker gemacht hat. Er trat auch unter dem Pseudonym Herbie White auf.

## Leben und Wirken
De Wit war zunächst der Leiter der Bigband des Algemeen Nederlands Jeugd Verbond (kommunistischer Jugendverband). Seit den frühen 1960er Jahren hielt er Workshops in verschiedenen Landesteilen der Niederlande ab; überall wurden die gleichen Stücke eingeübt, so dass durch überregionalen Zusammenschluss ausreichend Personal für die Bigband vorhanden war.
De Wit spielte zudem mit Misha Mengelberg; er trat auch mit Sonny Rollins und mit Elvis Presley auf. 1972 gründete er sein Lehrorchester Oktopedians, in dem junge Musiker jeden Donnerstag Jazzwerke aufführten (und das auch heute noch von Arthur Heuwekemeijer weitergeführt wird).
Zudem arbeitete er mit Willem Breuker, der ihn 1974 auch in sein Kollektief holte. Im selben Jahr gründete er das zwischen dem Jazz und der Neuen Musik changierende semiprofessionelle Lehrorchester De Boventon, für das er (gemeinsam mit dem damaligen Co-Leiter Willem van Manen) mit dem Boy-Edgar-Preis ausgezeichnet wurde. Mit dem Orkest De Volharding führte er Louis Andriessens Werk De Volharding auf. Daneben trat er mit seiner Herbie White Combo auf, zu der Musiker wie Guus Janssen und Maurice Horsthuis gehörten.
Über ihn entstand 1990 der Dokumentarfilm Herbie White von Wouter Strip, der im selben Jahr auf dem Amsterdamer Dokumentarfilmfestival gezeigt und 1991 im niederländischen Fernsehen ausgestrahlt wurde.